# 外務省 (朝鮮民主主義人民共和国)
外務省（がいむしょう、ウェムソン、朝鮮語: 외무성、英語: Ministry of Foreign Affairs）は朝鮮民主主義人民共和国の中央行政機関。外交政策の樹立及び施行、条約その他国際協定に関する事務の管轄、在外国民の保護・支援、文化協力及び対外公報事務、国際事情調査及び移民事務を司る。対外経済関連外交政策の樹立施行及び総合調定、貿易及び外国との通商と通商交渉業務は対外経済省が担う。
1人の「相」(상) と3人の「副相」(부상) がおり、貿易関連業務等は長官級である対外経済相を別に置く。

## 沿革
- 1948年: 外務省設置。

## 組織

### 在外公館

#### ヨーロッパ
- 在イギリス大使館（英語版）
- 在イタリア大使館
- 在オーストリア大使館
- 在スイス大使館
- 在スウェーデン大使館（スウェーデン語版）
- 在スペイン大使館
- 在チェコ大使館
- 在ドイツ大使館（ドイツ語版）
- 在ブルガリア大使館
- 在ベラルーシ大使館
- 在ポーランド大使館（ポーランド語版）
- 在ルーマニア大使館
- 在ロシア大使館
  - 在ナホトカ総領事館
  - 在ニジニノヴゴロド総領事館
  - 在ハバロフスク領事事務所

#### 中南米
- 在キューバ大使館
- 在ブラジル大使館（ポルトガル語版）
- 在ベネズエラ大使館
- 在メキシコ大使館

#### アジア
- 在イエメン大使館
- 在イラン大使館
- 在インド大使館
- 在インドネシア大使館
- 在ウズベキスタン大使館
- 在カンボジア大使館
- 在クウェート大使館
- 在シリア大使館
- 在シンガポール大使館
- 在タイ大使館
- 在中華人民共和国大使館（中国語版）
  - 在瀋陽総領事館
  - 在香港総領事館
  - 在丹東領事事務所
- 在ネパール大使館
- 在パキスタン大使館
  - 在カラチ総領事館（英語版）
- 在バングラデシュ大使館
- 在ベトナム大使館
- 在モンゴル大使館
- 在ラオス大使館
- 在レバノン大使館

#### アフリカ
- 在ウガンダ大使館
- 在エジプト大使館
- 在エチオピア大使館
- 在ガーナ大使館
- 在ギニア大使館
- 在コンゴ民主共和国大使館
- 在赤道ギニア大使館
- 在タンザニア大使館
- 在ナイジェリア大使館
- 在南アフリカ大使館

### 研究機関
- 米国研究所
- 日本研究所
- 軍縮平和研究所

## 歴代外務相
- 朴憲永 1948年9月 - 1953年8月
- 南日 1953年8月 – 1959年10月23日
- 朴成哲 1959年10月23日 - 1970年7月
- 許錟 1970年7月 - 1983年12月
- 金永南 1983年12月 - 1998年9月
- 白南淳 1998年9月 - 2007年1月3日
- 姜錫柱（職務代理） 2007年1月3日 - 2007年5月18日
- 朴宜春 2007年5月18日 - 2014年4月
- 李洙墉 2014年4月 - 2016年6月
- 李容浩 2016年5月 - 2020年1月？
- 李善権 2020年1月？ - 2022年6月
- 崔善姫 2022年6月 -